# An Extremely Goofy Movie
An Extremely Goofy Movie is een Amerikaanse direct-naar-video-animatiefilm van The Walt Disney Company uit 2000. De film is een vervolg op A Goofy Movie, en net als die film gebaseerd op de personages uit de animatieserie Goof Troop. De film werd geregisseerd door Douglas McCarthy. In Nederland is de film in nagesynchroniseerde vorm uitgebracht op VHS.

## Verhaal
De film speelt zich enkele jaren na de vorige film af. Max is inmiddels klaar met de middelbare school, en zal spoedig met zijn eerste jaar op het college beginnen. Hij verheugt zich op het feit dat hij naar de campus zal verhuizen, en niet langer continu met zijn vader zit opgescheept. Eenmaal op de campus wordt hij al snel opgemerkt door enkele leden van het "Gamma Mu Mu"-sportteam, die hem uitnodigen om hun team te versterken voor de X Games dat jaar. Max slaat het aanbod echter af omdat zijn vrienden niet ook lid mogen worden. Hierdoor ontketent hij een rivaliteit met de leider van het team, Bradley Uppercrust III.
De situatie wordt complexer voor Max wanneer Goofy wordt ontslagen, en nergens anders meer aan het werk kan komen omdat hij nooit de hogere school heeft afgemaakt. Goofy’s enige kans op werk is alsnog zijn diploma halen. Tot Max’ afgrijzen komt Goofy ook naar de campus. In een poging zijn vader af te leiden, haalt Max hem over om lid te worden van het "Gamma Mu Mu"-sportteam. Goofy stemt toe. Tevens ontmoet hij de bibliothecaresse van het college, Sylvia, en wordt op slag verliefd op haar. De twee gaan samen uit, en de vonk slaat over.
Max steunt Goofy aanvankelijk met diens relatie, totdat Goofy Max verslaat in de eerste ronde van de X Games. Hoewel Goofy deze overwinning puur aan geluk te danken heeft, veroorzaakt het wel onenigheid tussen hem en Max. Goofy raakt door deze ruzie met Max zo van slag dat hij zich niet langer op zijn studie of relatie met Sylvia kan richten. Dankzij Sylvia komt hij er uiteindelijk weer bovenop. Ze helpt hem zelfs om te studeren voor zijn examens. Goofy besluit uit het sportteam te stappen daar hij niet langer tegen Max wil spelen. Wanneer hij zijn vertrek gaat aankondigen bij de Gamma’s, hoort hij hen plannen smeden over hoe ze de X Games gaan winnen met vals spelen.
Tijdens de finale schakelen de Gamma’s een van Max’ teamleden uit. Max en Goofy leggen hun ruzie bij, waarna Goofy zich bij Max’ team voegt. Dankzij Goofy’s hulp wint Max de X Games en wordt het plan van de Gamma’s onthuld.
Nadat het jaar erop zit krijgt Goofy eindelijk zijn diploma. Hij en Sylvia verlaten het college.

## Rolverdeling
| Acteur                        | Personage     | Nederlandse stem   |
| ----------------------------- | ------------- | ------------------ |
| Goofy Goof                    | Bill Farmer   | Just Meijer        |
| Maximillian Goof              | Jason Marsden | Jonas Leopold      |
| Borrie                        | Rob Paulsen   | Camil Springer     |
| Robert "Bobby" Zimuruski      | Pauly Shore   | Mattijn Hartemink  |
| Sylvia Marpole                | Bebe Neuwirth | Lasca ten Kate     |
| Beret Girl                    | Vicki Lewis   | Lottie Hellingman  |
| Bradley "Brad" Uppercrust III | Jeff Bennett  | Martin van den Ham |
| Unemployment Lady             | Jeff Bennett  | Maria Lindes       |
| Chuck the Sportscaster        | Jeff Bennett  | Jon van Eerd       |
| Tank                          | Brad Garrett  | Boet Schouwink     |
| Jim Cummings                  | Goofy's Boss  | Edward Reekers     |
| Jim Cummings                  | Boris Boef    | Jan Anne Drenth    |

## Achtergrond

### Soundtrack
In tegenstelling tot zijn voorganger bevat "An Extremely Goofy Movie" geen nummers die worden gezonden door de personages. De soundtrack bestaat enkel uit achtergrondmuziek.
1. Future's So Bright I Gotta Wear Shades - Pat Benatar en Neil Giraldo
2. Right back where we started from - Cleopatra
3. Shake Your Groove Thing - Peaches & Herb
4. ESPN X Games Theme 1 en Theme 2
5. Knock on Wood - Carmen Carter
6. Don't Give Up - John Avila, Terrence A. Carson, Carmen Carter en Carl Graves
7. You Make Me Feel Like Dancing - Carmen Carter and Donnie McClurkin
8. Nowhere to Run - John Avila
9. "Pressure Drop" - The Specials
10. ESPN X Games Theme 3
11. Come on Get Happy - The Partridge Family

### Censuur
Naar aanleiding van de aanslagen op 11 september 2001 werd de scène waarin Max en Goofy Tank redden van onder een brandend X-logo uit de film geknipt voor de uitzending op Disney Channel.

## Prijzen en nominaties
In 2000 won “An Extremely Goofy Movie” de Annie Award voor “Outstanding Achievement in an Animated Home Video Production”. Datzelfde jaar werd de film ook genomineerd voor een Annie Award in de categorie “Outstanding Individual Achievement for Voice Acting by a Male Performer in an Animated Feature Production” (Bill Farmer)